# Черкасовское сельское поселение
Черкасовское се́льское поселе́ние — упразднённое муниципальное образование в составе Молоковского района Тверской области.
Центр поселения — деревня Черкасово.
Образовано в 2005 году, включило в себя территории Антоновского и Черкасовского сельских округов.
Законом Тверской области от 17 декабря 2015 года № 120-ЗО, были преобразованы, путём их объединения, Ахматовское, Обросовское и Черкасовское сельские поселения — в Обросовское сельское поселение.

## Географические данные
- Общая площадь: 98,5 км²
- Нахождение: юго-восточная часть Молоковского района
  - Граничит:
    - на севере — с Делединским СП
    - на востоке — с Краснохолмским районом, Лихачевское СП и Высокушинское СП
    - на юге — с Бежецким районом, Борковское СП и Поречьевское СП
    - на юго-западе — с Обросовским СП
    - на западе — с Молоковским СП

Основные реки — Могоча, Решетиха, Лойка.

## Экономика
Основные сельхозпредприятия — колхоз «Труженик» (Антоновское) и колхоз им. Ленина (Черкасово).

## Население
По переписи 2002 года — 665 человек (252 в Антоновском и 413 в Черкасовском сельском округе), на 01.01.2008 — 558 человек.

Национальный состав: русские.

## Населённые пункты
В состав поселения входили следующие населённые пункты:
| №  | Тип нп | Название     | Население (2008 год) |
| -- | ------ | ------------ | -------------------- |
| 1  | село   | Антоновское  | 144                  |
| 2  | дер.   | Власиха      | 27                   |
| 3  | дер.   | Еруново      | 6                    |
| 4  | дер.   | Еваново      | 3                    |
| 5  | дер.   | Заручье      | 0                    |
| 6  | дер.   | Кузнецово    | 4                    |
| 7  | дер.   | Лентиха      | 2                    |
| 8  | дер.   | Мануилово    | 14                   |
| 9  | дер.   | Андрюшино    | 89                   |
| 10 | дер.   | Баринцево    | 12                   |
| 11 | дер.   | Дуброва      | 9                    |
| 12 | дер.   | Ельцино      | 10                   |
| 13 | дер.   | Крутец       | 0                    |
| 14 | дер.   | Михайловское | 8                    |
| 15 | дер.   | Михалиха     | 11                   |
| 16 | дер.   | Церпени      | 11                   |
| 17 | дер.   | Черкасово    | 208                  |

## История
В XIX — начале XX века большинство деревень поселения относились к Антоновской волости Весьегонского уезда. Самая южная часть поселения входила в Бежецкий уезд (Яковлевская волость). С 1929 г. территория поселения входит в Молоковский район (кроме 1963—1966 годов, когда входила в Краснохолмский район).

## Известные люди
В деревне Дуброва родился Герой Советского Союза Виктор Александрович Лебедев.

В деревне Черкасово родились братья, Герои Социалистического Труда:

 Иван Васильевич Чистяков (1932—1982)

 Анатолий Васильевич Чистяков (1937—1989).